# Carmen Becerra
Carmen Alicia Becerra García (Toluca, Estado de México; 7 de diciembre de 1977) es una actriz mexicana.

## Biografía y carrera
Estudió actuación en el Centro de Educación Artística de Televisa, posteriormente luego de haber acabado su carrera, fue convocada por el productor Juan Osorio en Salomé, en 2001, donde compartió roles con el brasilero Guy Ecker, Edith González y María Rubio. 
Tres años después, en 2004, formaría parte del elenco de Amar otra vez, cuarta telenovela de Lucero Suárez, en la que interpretaría a una dama de sociedad. En dicha telenovela se hizo reconocida en casi todos los medios de comunicación, ya que era la actriz del momento. Ese mismo año, se unió al reparto de Apuesta por un amor, nueva versión de la telenovela colombiana La potra Zaina de 1993, cuya producción se hizo a cargo de Angelli Nesma interpretando a una villana joven de gran impacto que sustituyó a la villana principal interpretado por Alejandra Ávalos, siendo los protagonistas Juan Soler y Patricia Manterola.
Un año después, la productora Angelli Nesma la convocaría nuevamente para unirse al elenco de Amar sin límites, la cual fue una nueva adaptación de la telenovela argentina Resistiré, trayendo de vuelta a Valentino Lanús (con quien ya había trabajado en Amar otra vez), Karyme Lozano y René Strickler en su primer rol antagónico.
En 2008, Lucero Suárez la llama para Querida enemiga, en donde hace su primer antagónico interpretando a la villana cruel y despiadada Sara, personaje por el cual se convierte en la protagonista antagónica compartiendo créditos con Ana Layevska, Gabriel Soto, Jorge Aravena y María Rubio.
Para 2009 hace una pequeña participación en la novela Un gancho al corazón.
En 2010 participó en la telenovela Zacatillo nuevamente como la antagonista en el personaje de Adriana.
En 2011 tiene una participación especial como antagonista en la telenovela Amorcito corazón en el personaje de Sabrina.
En 2015-2016 interpretó a una villana secundaria llamada Karina en la telenovela Simplemente María junto a Jose Ron y Claudia Álvarez.
En 2023 el productor José Alberto Castro, la llama para ser una de las villanas principales en la telenovela Tierra de esperanza, junto a Carolina Miranda y Andrés Palacios.

## Filmografía

### Telenovelas
| Año       | Telenovela                        | Personaje                        |
| --------- | --------------------------------- | -------------------------------- |
| 2023      | Tierra de esperanza               | Irasema Huerta / Celeste         |
| 2019      | Silvia Pinal, frente a ti         | Sara Dorantes                    |
| 2018      | Por amar sin ley                  | Ligia Cervantes                  |
| 2015/2016 | Simplemente María                 | Karina Pineda Hurtado            |
| 2013/2014 | De que te quiero, te quiero       | Mireya Zamudio "La Jaiba"        |
| 2011/2012 | Amorcito corazón                  | Sabrina Peñaralta                |
| 2010      | Zacatillo, un lugar en tu corazón | Adriana Pérez-Cotapo Echeverría  |
| 2009      | Un gancho al corazón              | Flora                            |
| 2008      | Querida enemiga                   | Sara de la Cruz                  |
| 2006/2007 | Amar sin límites                  | Lidia Morán Huerta               |
| 2004/2005 | Apuesta por un amor               | Nadia Thormas Fragoso de Beltrán |
| 2003/2004 | Amar otra vez                     | Sandra Murguía Navarro           |
| 2001/2002 | Salomé                            | Diana de Rojas                   |
| 2000      | Mi destino eres tú                | Vanessa Díaz                     |
| 1999      | Serafín                           | Coco                             |

### Programas
| Año       | Programa                     | Personaje         |
| --------- | ---------------------------- | ----------------- |
| 2022      | Esta historia me suena       |                   |
| 2020      | Relatos Macabrones           | Esposa            |
| 2013—2024 | Como dice el dicho           | Leonila / Dinorah |
| 2012      | Mi sueño es bailar           | Participante      |
| 2010—2024 | La rosa de Guadalupe         | Varios personajes |
| 2005      | Festival del Humor           | Conductora        |
| 2003      | Tu historia de amor          | Inés              |
| 2001—2006 | Mujer, casos de la vida real | Leticia "Lety"    |
| 1998      | ¿Qué nos pasa?               |                   |

### Cine
| Año  | Película | Personaje |
| ---- | -------- | --------- |
| 2017 | Aversión | Maestra   |

## Premios y nominaciones

### Premios ACE
| Año  | Categoría     | Telenovela      | Resultado |
| ---- | ------------- | --------------- | --------- |
| 2009 | Mejor villana | Querida enemiga | Nominada  |